# Иво (Нигерия)
И́во (англ. Iwo) — город в юго-западной части Нигерии, на территории штата Осун. Входит в состав одноимённого района местного управления.

## Географическое положение
Город находится в северо-западной части штата, к востоку от реки Ошун, на высоте 233 метров над уровнем моря.
Иво расположен на расстоянии приблизительно 35 километров к западу-юго-западу (WSW) от Ошогбо, административного центра штата и на расстоянии 380 километров к западу-юго-западу от Абуджи, столицы страны.

## Население
По данным переписи 1991 года численность населения Иво составляла 125 645 человек.
Динамика численности населения города по годам:
| 1991    | 2012    |
| ------- | ------- |
| 125 645 | 130 707 |

## Транспорт
Сообщение Иво с другими городами Нигерии осуществляется посредством железнодорожного и автомобильного транспорта.
Ближайший аэропорт расположен в городе Ошогбо.